# セント・イシュトヴァーン (戦艦)

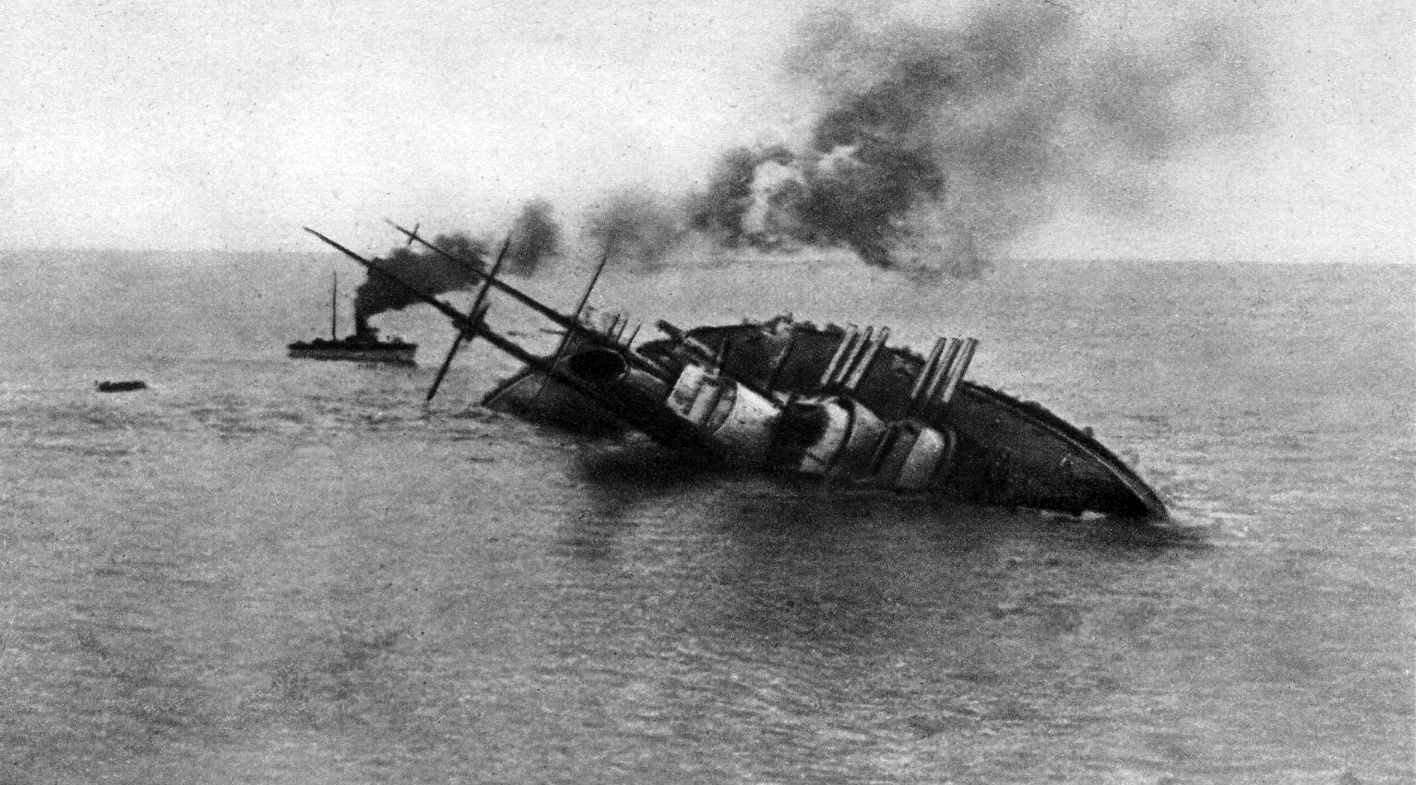
転覆するセント・イシュトヴァーン

セント・イシュトヴァーン（ドイツ語: SMS Szent István）は、オーストリア＝ハンガリー帝国海軍の戦艦。テゲトフ級戦艦の4番艦である。テゲトフ級の中で唯一ハンガリー側からの出資で建造され、中世ハンガリー王国の初代国王で聖人のイシュトヴァーン1世にちなんで命名された。シュツェント・イストファン、スツェント・イストファーン等、ドイツ語風の読み方の表記をされる場合もある。

## 概要
ダヌビウス社フィウメ造船所で建造され、1915年に就役。当時のフィウメには大型艦艇を建造する施設が存在しなかったため、船渠の整備から準備を開始したことから巨額の費用を要しての建造であった。
従前の3隻と異なり、サーチライトが追加され、前方の煙突の周囲の甲板が艦橋から後方の煙突の周囲に至るまで拡大され、前部マストの通風塔が改善されていた。また、缶と主機も他の同型艦と異なっており、推進軸も2軸であった（他の艦は4軸）。このほか、同級4隻の中では唯一水雷防御網を装備しないで竣工した艦でもあった。
その艦歴の大半を母港ポーラ近海で行動したが、1918年6月10日オトラント海峡封鎖を打破するためにアドリア海へ進出した際、イタリア海軍のルイージ・リッツォ少佐率いる魚雷艇部隊に捕捉され、魚雷艇MAS-15の雷撃により右舷に魚雷1発を被雷し、程なく転覆沈没した。死者は89人に留まったが、これはオーストリア・ハンガリー海軍が水泳を全ての乗組員に教えていたことに加え、海況が極めて凪いでいたこと（だからこそ魚雷艇が活動できたとも言える）が功を奏したものである。
セント・イシュトヴァーンは、バーラム、アリゾナと並び、沈没する姿を動画として撮影された3隻の戦艦の一つであり、動画は赤十字の資金調達活動に使用された。